# Луп II (Гаскона)
Луп II (на латински: Lupus II, Lope, Loup, † сл. 778) е херцог на Гаскона (dux Vasconum/princeps) от 768 до 781 г.

## Биография
Луп приема през 769 г. избягалия при него аквитански херцог Хунолд, но същата година го предава на крал Карл Велики, след като бил заплашван с война.  Луп се подчинява на франкския крал. За последен път е споменат през 778 г.
Луп II е смятан за прародител на по-късните васконски херцози и на различни графски династии на Гаскона (Дом Гаскона). Неговият син вероятно е Адалрик, херцог в Западна Васкония ок. 778.